# Mount Sinai Memorial Park Cemetery
I Mount Sinai Memorial Park Cemetery sono due cimiteri che si trovano nella città Los Angeles, in California. 
Il cimitero originale si trova al 5950 Forest Lawn Drive sulle Hollywood Hills e fu costruito nel 1953. Divenne nel 1959 un cimitero esclusivamente ebraico e nel 1967 fu acquistato dal Sinai Temple, la più grande ed antica sinagoga conservativa di Los Angeles. Nel 1997 è stato aperto un secondo cimitero nella Simi Valley. Vi sono interrate numerose stelle e celebrità dell'industria dello spettacolo.

## Sepolture celebri
- Irwin Allen (1916 - 1991), regista, sceneggiatore, produttore cinematografico e televisivo
- Art Aragon (1927 - 2008), pugile
- Danny Arnold (1925 - 1995), sceneggiatore, regista, produttore televisivo e attore
- Eleanor Audley (1905 - 1991), attrice e doppiatrice
- Frances Bay (1919 - 2011), attrice canadese
- Ruth Berle (1921 - 1989), seconda moglie di Milton Berle
- Herschel Bernardi (1923 - 1986), attore
- Sara Berner (1912 - 1969), attrice e doppiatrice
- Georgia Brown (1933 - 1992), attrice e cantante britannica
- Edward Buzzell (1895 - 1985), regista
- Virginia Christine (1920 - 1996), attrice
- Sidney Clute (1916 - 1985), attore
- Lee J. Cobb (1911 - 1976), attore
- Ruth Cohen (1930 - 2008), attrice
- Stanley Cortez (1908 - 1997), direttore della fotografia
- Warren Cowan (1921 - 2008), pubblicista
- Mack David (1912 - 1993), compositore
- Cass Elliot, nota anche come "Mama Cass" (1941 - 1974), cantante
- Ziggy Elman (1911 - 1968), musicista e compositore
- Fritz Feld (1900 - 1993), attore tedesco naturalizzato statunitense
- Norman Fell (1924 - 1998), attore
- Totie Fields (1930 - 1978), attrice comica
- Helen Forrest (1917 - 1999), cantante
- Bonnie Franklin (1944 - 2013), attrice e regista
- Karl Freund (1890 - 1969), regista e direttore della fotografia tedesco
- Bruce Geller (1930 - 1978), produttore
- Sol Gorss (born Saul Gorss) (1908 - 1966), attore
- Billy Halop (1920 - 1976), attore
- Larry Harmon (1925 - 2008), attore e comico
- Nat Hiken (1914 - 1968), scrittore, regista e produttore
- Gregg Hoffman (1963 - 2005), produttore cinematografico
- Peter Hurkos (1911 - 1988), fisico
- Eddie Kane (1889 - 1969), attore
- Leonard Katzman (1927 - 1996), produttore e regista
- Suzanne Krull (1966 - 2013), attrice
- John Larch (1914 - 2005), attore
- Sydney Lassick (1922 - 2003), attore
- Pinky Lee (1907 - 1993), attore e comico
- Robert Q. Lewis (1920 - 1991), personalità televisiva e attore
- Bruce Malmuth (1934 - 2005), regista e attore
- Ross Martin (1920 - 1981), attore polacco naturalizzato statunitense
- Laurence Merrick (1926 - 1977), regista e autore
- Irving Mills (1894 - 1985), compositore e produttore discografico di musica jazz
- Marvin Minoff (1931 - 2009), produttore televisivo e cinematografico
- Bill Novey (1948 - 1991)
- Daniel Pearl (1963 - 2002), giornalista
- Ted Post (1918 - 2013), regista e insegnante
- Don Rickles (1926 - 2017), attore, comico e cabarettista
- Mark Robson (1913 - 1978), regista, montatore e produttore cinematografico canadese
- David Rose (1910 - 1990), compositore
- Milton Rosen (1922 - 2000), compositore
- Steven Rothenberg (1958 - 2009)[3]
- Mo Rothman (1919 - 2011)[4]
- Bob Saget (1956 - 2022), attore, conduttore televisivo, comico e regista
- Walter Scharf (1910 - 2003), compositore
- Al Sherman (1897 - 1973), compositore
- Phil Silvers (1912 - 1985), attore, cantante e cabarettista
- Sidney Skolsky (1905 - 1983), giornalista, sceneggiatore e produttore cinematografico
- Hillel Slovak (1962 - 1988), chitarrista e musicista israeliano dei Red Hot Chili Peppers
- Howard Smit (1911 - 2009), make-up artist in ambito cinematografico (guidò la creazione dell'Academy Award for Best Makeup)[5]
- Abner Spector (1918 - 2010), compositore e produttore discografico
- Wendie Jo Sperber (1958 - 2005), attrice
- Harold J. Stone (1913 - 2005), attore
- Iwao Takamoto (1925 - 2007), animatore
- Brandon Tartikoff (1949 - 1997), produttore televisivo
- Irving Taylor (1914 - 1983), compositore
- Mel Taylor (1933 - 1996), musicista
- Dick Tufeld (1926 - 2012), attore e annunciatore
- Bobby Van (1928 - 1980), attore e ballerino
- Jesse White (1917 - 1997), attore
- Harry Wilson (1897 - 1978), attore britannico